# 1. Quartal (Magnitogorsk)

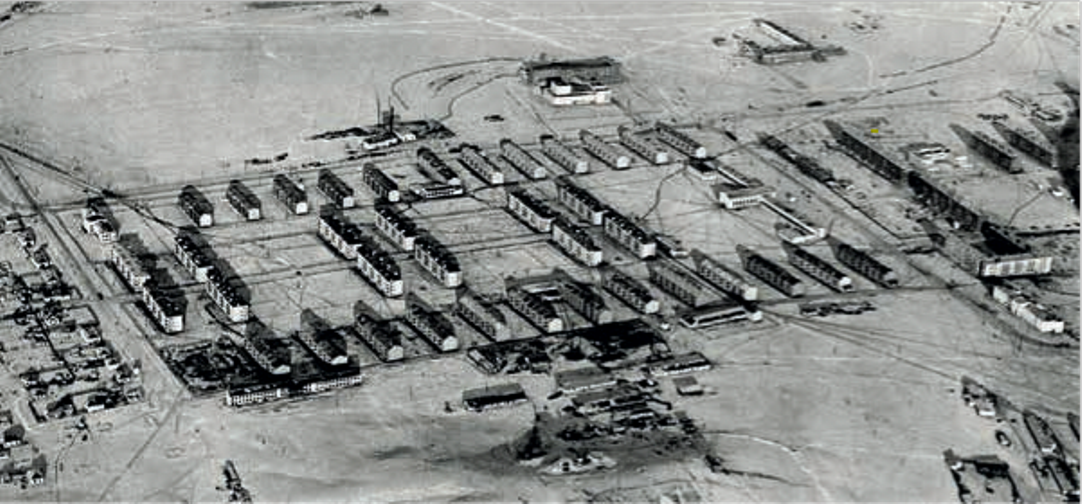
Luftbild des 1. und 2. Quartals. vermutlich Winter 1933/34

Das 1. Quartal ist der erste Bauabschnitt der „sozialistischen Stadt“ Magnitogorsk, der von Juni 1930 bis Anfang 1932 geplant und 1930–34 (Wohngebäude) sowie ab 1931 bis in die 1950er-Jahre (Gemeinschaftsbauten) errichtet wurden. Bei letzteren wurden Veränderungen der ursprünglichen Planung vorgenommen. Unter Berücksichtigung der 1930 von Sergei Tschernischew begonnenen Wohnzeilen entlang der Ulitsa Pionerskaja wurde ab Ende 1930 von Mart Stam und sowjetischen Mitarbeitern unter der Leitung von Ernst May ein Generalbebauungsplan für Magnitogorsk ausgearbeitet.
Vom Generalbebauungsplan wurden nur das 1. Quartal, Teile des 2. Quartals, sowie eine Satelliten-Siedlung verwirklicht. Das 1. Quartal befindet sich am linken, asiatischen Ufers des Urals.
Es handelt sich hierbei um die ersten massiven Gebäude der Stadt Magnitogorsk. Trotz des architekturhistorischen Wertes als bedeutendes Bauensemble der Moderne stehen nur einzelne Gebäude die mit der Stadtgeschichte verbunden sind heute unter Denkmalschutz. Viele Gebäude sind heute in schlechtem bis ruinösem Zustand oder sind vor Abriss bedroht. Architekturhistoriker warnen vor dem Verlust des Baudenkmalensemble.

## Übersicht über die Wohngebäude

### Viergeschossige Sektionsziegelhäuser (S. Tschernischew)
Die Häuser Ulitsa Pionerskaja 21–32 sind alle vom Grundriss identisch. Hier wurde ab Juni 1930 das erste massive Gebäude von Magnitogorsk begonnen. Die zwölf Gebäude wurden vom sowjetischen Architekten S. Tschernichew unter Verwendung von Typengrundrissen des Gosproekt entworfen. Da diese Gebäude bereits vor dem Generalbebauungsplan Mart Stams begonnen wurden, mussten sie in diesen miteinbezogen wurden.

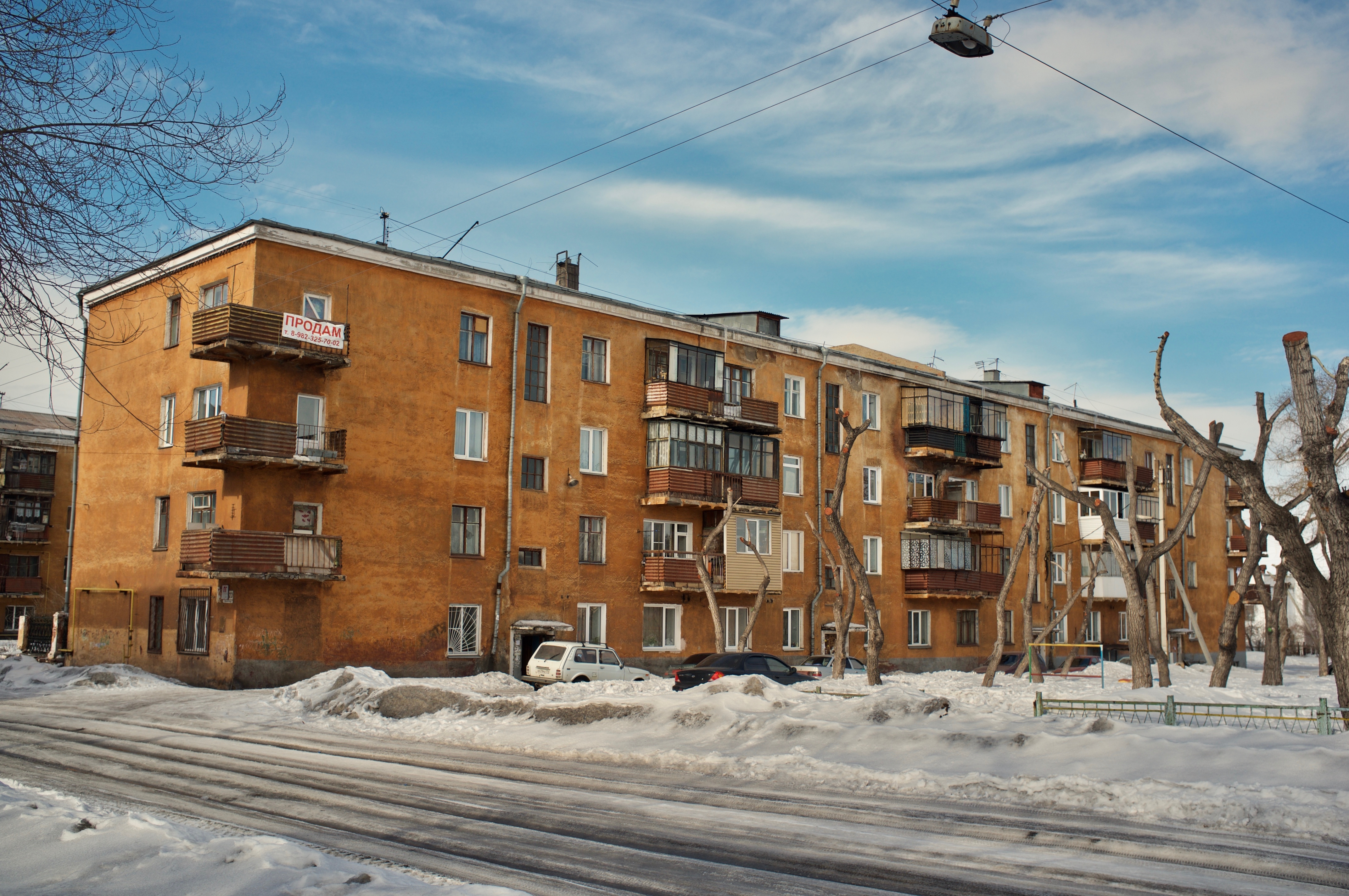
Ulitsa Pionerskaja 23 (nach Plänen des Gosproekt)

Es handelt sich um viergeschossige Sektionsziegelhäuser mit je 32 Wohnungen. Die Wohnungen sind Drei- und Fünfzimmerwohnungen von 55,4 m² bis 93,7 m².   

### INKO-A (E. May)
Entlang der gesamten Ulitsa Tschaikowskogo (Nr. 33–53), sowie teilweise in der Ulitsa Majakowskogo (Nr. 40–52) wurden insgesamt 20 Gebäude vom sogenannten Typ INKO-A verwendet. Dieser Gebäudetyp verfügte über keine Küchen, da die Stadt Gemeinschaftsküchen besaß. Jedoch wurden von den Bewohnern meist Küchen nachträglich eingebaut. Einzige Ausnahme von normalen INKO-A-Typ bei diesen Gebäuden scheint Nr. 40 zu sein, bei dem sich auf der Südseite des Korridors die Wohnungen und an der gegenüberliegenden Seite die Gemeinschaftsräume befanden.
Die Gebäude waren als Individualwohnungen (russisch Inko) geplant, sollten jedoch die Möglichkeit besitzen, zu Kollektivwohnungen umgebaut zu werden. Teil dieses Ansatzes der Vergesellschaftung war die Auslassung von Küchen und die Nutzung von Gemeinschaftsküchen. Der Umbau zu Kollektivwohnungen wurde durch die veränderte Wohnungspolitik unter Stalin nie umgesetzt.
Vier Wohnblöcke sind heute nicht mehr erhalten, zwei davon wurden in den 1970er-Jahren durch Neubauten an derselben Stelle ersetzt.

### IN-B (M. Stam)
In der Ulitsa Majakowskogo Nr. 30–38 wurden fünf Gebäude vom Typ IN-B von Mart Stam gebaut. Diese Wohnungen verfügten im Gegensatz zu den INKO-B-Wohngebäuden über Küchen. Es handelt sich um dreigeschossige Fünfsektionswohnhäuser mit 30 kleinen Dreizimmerwohnungen (43–45 m²).
Die Wohngebäude ähneln dem Typ B der Hellerhofsiedlung in Frankfurt am Main, der ebenfalls von Stam entworfen wurde.

## Übersicht über die Gemeinschaftsbauten

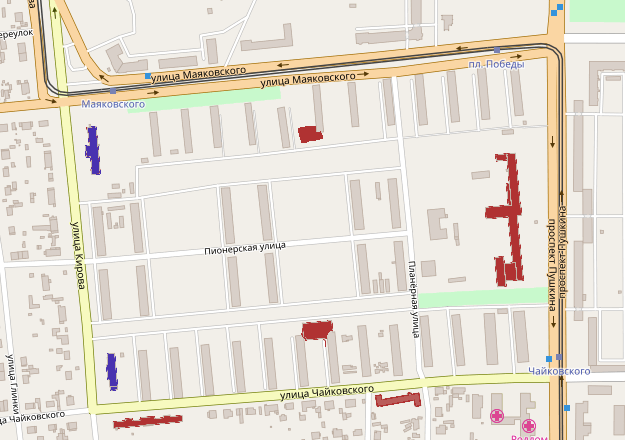
Rot: Gebaute Gemeinschaftsbauten des ursprünglichen Planes, Blau: Nachträgliche Gemeinschaftsbauten; von links oben im Uhrzeigersinn: Kindergarten (blau), Lebensmittelgeschäft (rot), Schule für 640 Kinder (rot), Kindergarten für 150 Kinder (rot), Kantine (rot), Kinderkrippe für 108 Kinder (rot), Kinderkrippe (blau).

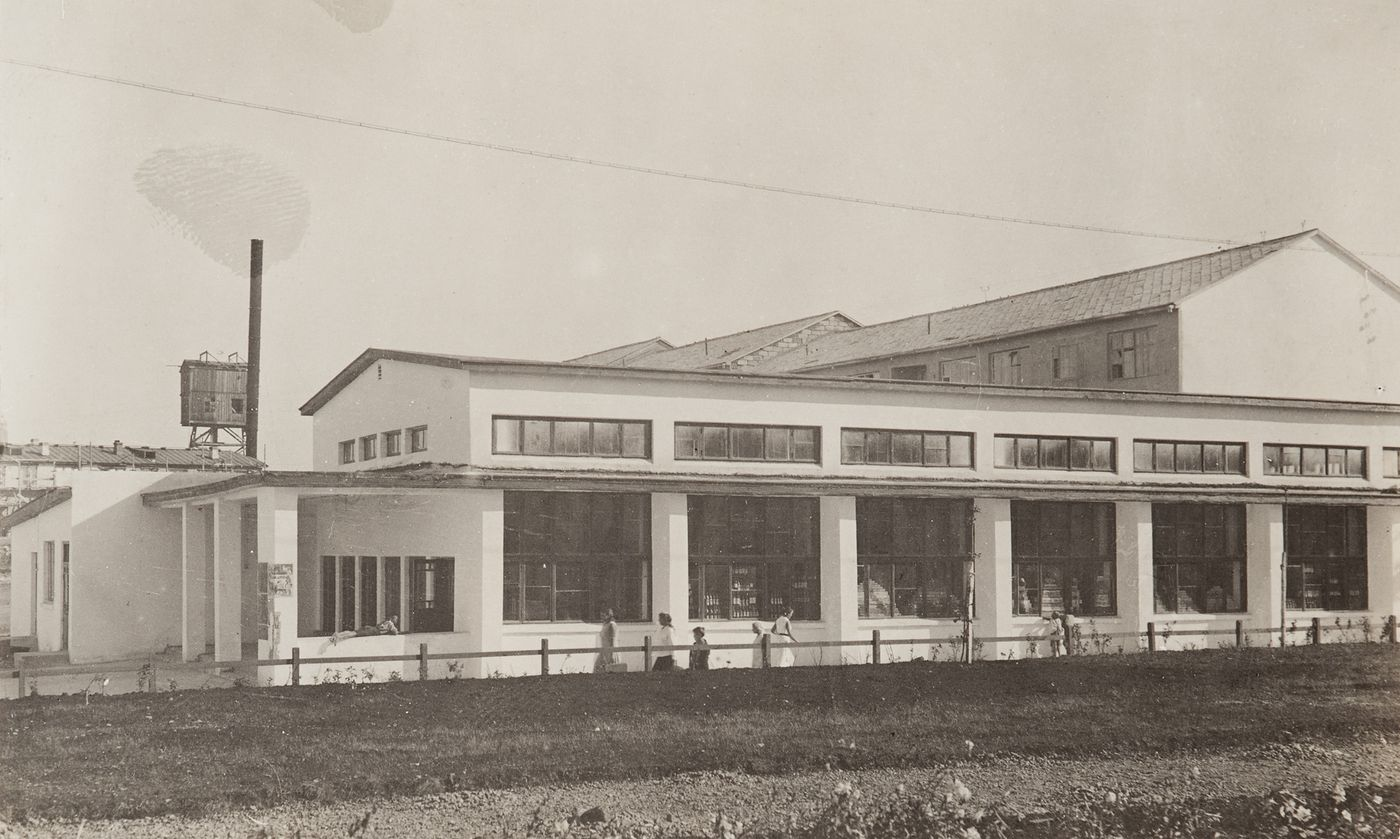
Lebensmittelgeschäft.

Nicht alle ursprünglich geplanten Gemeinschaftsbauten wurden auch ausgeführt. Nachfolgend werden alle gebauten Gemeinschaftsbauten der Gruppe May und zwei weitere, die sich an die Planung der Gruppe May anlehnen, aber von sowjetischen Architekten nach Ende der Arbeit der Gruppe May geschaffen wurden, beschrieben.

### Lebensmittelgeschäft
Das Gebäude hat die Adresse Ulitsa Majakowskogo 40a und ist nicht erhalten. Wer das Geschäft erbaut hat, ist bisher unbekannt.

### Kantine
Die Kantine befindet sich in der Ulitsa Tschaikowskogo zwischen Gebäude Nr. 43 und 45 und trägt die Hausnummer 41a. Wer die Kantine erbaut hat, ist bisher unbekannt.
Die Kantine existiert, wenn auch in ruinösem Zustand, bis heute.

### Schule für 640 Kinder (W. Schütte)
Die für 640 Kinder projektierte Schule wurde lange als Berufsschule verwendet. Die im Osten des ersten Quartals stehende Schule ist 180 m lang und verfügte über eine Fläche von 67 m² pro Schüler. Architekt war der Deutsch-Österreicher Wilhelm Schütte.
Ein Werkstattgebäude der Schule ist nicht mehr erhalten. 2013 wurde das Gebäude zur bedingungslosen Versteigerung ausgeschrieben. Die weitere Verwendung und Zukunft des Bauwerks ist unklar. Ein Abriss wird vermutet.

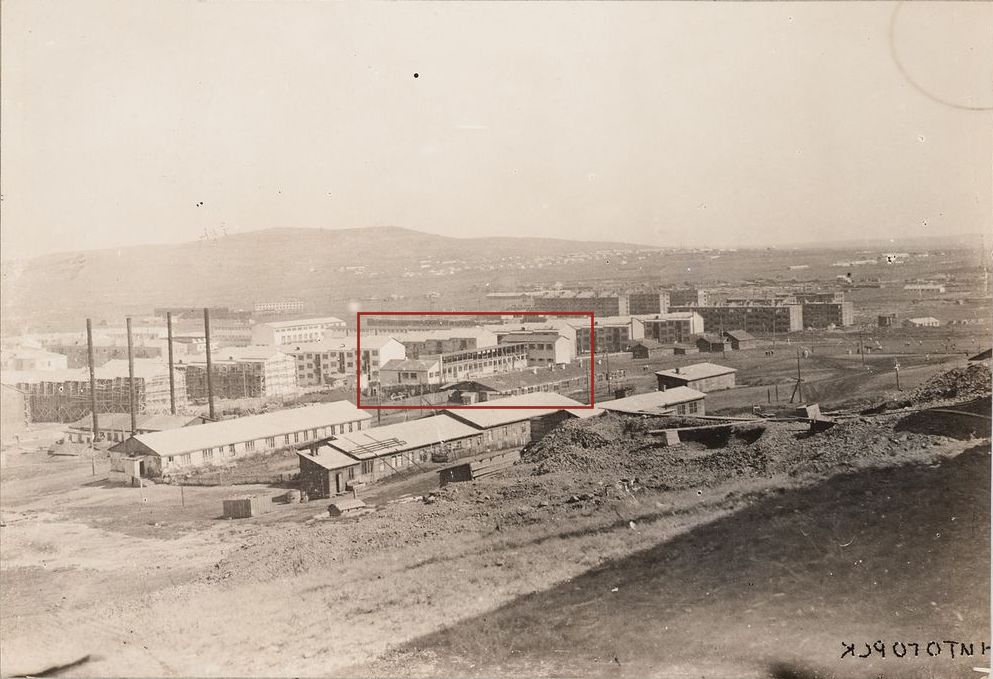
Rot eingerahmt der Kindergarten für 150 Kinder von M. Schütte-Lihotzky.

### Kindergarten für 150 Kinder (M. Schütte-Lihotzky)
Ursprünglich als Kindergarten für 65 Kinder projektiert, wurde das Gebäude als Kindergarten für 150 Kinder 1931/32 an der Ulitsa Tschaikowskogo 52 verwirklicht. Architektin war die Österreicherin Margarete Schütte-Lihotzky.
Der Kindergarten ist bis heute erhalten.

### Kinderkrippe für 108 Kinder (M. Schütte-Lihotzky)
Von den im ursprünglichen Plan fünf vorgesehenen Kinderkrippen wurde nur eine von der Gruppe May verwirklicht. Sie wurde 1931/32 gebaut. Die Adresse der Krippe ist Ulitsa Tschaikowskogo 34. Auch sie wurde von Schütte-Lihotzky entworfen.
Die Kinderkrippe ist heute umgebaut.

### Kindergarten
In der Ulitsa Majakowskogo Nr. 28 wurde ein weiterer Kindergarten 1935 gebaut. Wer den Kindergarten entwarf ist unklar. Er wurde in den 1960er-Jahren zur Schule umgebaut. Dieser Kindergarten ist nicht Teil der ursprünglichen Planung gewesen.
Der Kindergarten ist bis heute erhalten.

### Kinderkrippe (R. Smolenskaja)
Von der sowjetischen Architektin Rachel Smolenskaja wurde 1939 eine weitere Kinderkrippe gebaut, die sich in Teilen an die Pläne Schütte-Lihotzkys anlehnt. Diese Kinderkrippe ist nicht Teil des ursprünglichen Planes von Mart Stam, jedoch ein Zeugnis der späten sowjetischen Moderne.
Die Kinderkrippe ist bis heute erhalten, befindet sich jedoch in einem schlechten Zustand.

## Grünflächenplanung
Die ursprüngliche, von Ulrich Wolf gemachten Vorschläge für die Grünanlagen wurden nicht umgesetzt. Es wurde vorgeschlagen, die Flächen teilweise landwirtschaftlich-gärtnerisch anzulegen. Stattdessen wurde 1932–33 eine neobarocke Gartenanlage von Ljubow Salesskaja, A. Afanasjew, I. Petrow und M. Glagolew umgesetzt. Durch die zunehmende Verwilderung der Grünflächen ist diese nur noch schwer erkennbar, einige Brunnen sind jedoch erhalten.